# Una semana en el motor de un autobús
Una semana en el motor de un autobús est le troisième album studio du groupe de musique espagnol Los Planetas. Il est sorti le 13 avril 1998.
Le titre de l'album fait référence à la chanson Stuck Inside of Mobile with the Memphis Blues Again de Bob Dylan, qui figure sur son album Blonde on Blonde.

## Liste des chansons
1. Segundo premio 5:31
2. Desaparecer 4:03
3. La Playa 4:01
4. Parte de lo que me debes 5:36
5. Un mundo de gente incompleta 4:44
6. Ciencia ficción 2:41
7. Montañas de basura 3:46
8. Cumpleaños total 3:07
9. Laboratorio mágico 3:55
10. Toxicosmos 7:41
11. Línea 1 4:13
12. La copa de Europa 9:33